# Gastrotheca fissipes
Gastrotheca fissipes es una especie de anfibios de la familia Amphignathodontidae.
Es endémica de Brasil.
Su hábitat natural incluye bosques bajos y secos, zonas de arbustos tropicales o subtropicales y áreas rocosas.
Está amenazada de extinción por la pérdida de su hábitat natural.